# Marzec ’68 (film)
Marzec ’68 – polski dramat filmowy z 2022 roku w reżyserii Krzysztofa Langa.

## Obsada
- Vanessa Aleksander jako Hanna
- Ignacy Liss jako Janek
- Ireneusz Czop jako ojciec Janka
- Edyta Olszówka jako matka Janka
- Mariusz Bonaszewski ojciec Hanny
- Anna Radwan jako  matka Hanny
- Marcin Sztabiński jako dozorca w kamienicy
- Mikołaj Kubacki jako student
- Jacek Bończyk jako Zygmunt Rybicki
- Oskar Hamerski jako Kazimierz Dejmek
- Jacek Lenartowicz jako Mieczysław Moczar
- Mateusz Michnikowski jako Jan Lityński
- Modest Ruciński jako Gustaw Holoubek
- Jacek Sobieszczański jako Zenon Kliszko[1]

## Fabuła
Studenci protestują przeciwko bezprawnemu relegowaniu kolegów z uczelni oraz w obronie zdjętych z afisza „Dziadów”, w reżyserii Kazimierza Dejmka, wystawianych w Teatrze Narodowym w 1968 roku.

## Nagrody i nominacje
Film uzyskał pięć nominacji do Polskich Nagród Filmowych w kategoriach: najlepsza scenografia, najlepsze kostiumy, najlepsza muzyka, najlepszy dźwięk i najlepsza charakteryzacja. Ponadto był nagradzany na Festiwalu Filmów Polskich w Los Angeles i Festiwalu Filmu Polskiego w Ameryce, a także na festiwalach poświęconych kinu żydowskiemu.

## Miniserial
Na podstawie filmu powstał czteroodcinkowy miniserial pt. Kres niewinności, który emitowany był od 7 do 28 maja 2023 na antenie TVP1. Średnia oglądalność serialu wyniosła 1 milion widzów.